# قربانی پیاده
قربانی پیاده (انگلیسی: Pawn Sacrifice) فیلمی در ژانر زندگینامه‌ای به کارگردانی ادوارد زوئیک است که در سال ۲۰۱۴ منتشر شد. از بازیگران آن می‌توان به لیو شرایبر، لیلی ریب، مایکل استلبرگ، پیتر سارسگارد، و توبی مگوایر اشاره کرد.
این فیلم براساس داستانی واقعی از مسابقه بابی فیشر با استادبزرگ شطرنج، بوریس اسپاسکی در مسابقات جهانی شطرنج ۱۹۷۲ ریکیاویک ایسلند و در طول جنگ سرد، ساخته شده است.

## داستان فیلم
در سال ۱۹۷۲، بابی فیشر در حالتی از پارانویا و توهم، اتاق هتل خود را تخریب می‌کند زیرا معتقد است که توسط مأموران کا‌گ‌ب شوروی تحت نظر قرار گرفته است. این وضعیت نتیجه‌ای از گذشته‌ی اوست؛ دو دهه پیش‌تر، در سال ۱۹۵۱ در بروکلین، مادر بابی که یک مهاجر یهودی شوروی و طرفدار انقلاب مارکسیستی در آمریکا بود، به او توضیح می‌دهد که اف‌بی‌آی به دلیل عقاید سیاسی‌اش او را تحت نظر دارد. او بابی را آموزش می‌دهد که اگر اف‌بی‌آی او را مورد پرسش قرار داد، چه پاسخی بدهد.
بابی با غرق شدن در شطرنج، به یکی از بازیکنان حرفه‌ای این بازی تبدیل می‌شود. علی‌رغم نگرانی مادرش از اینکه شطرنج به وسواس او تبدیل شده است، او بابی را به یک باشگاه شطرنج برای بزرگسالان می‌برد. در آنجا، بابی با شگفتی شطرنج‌بازان حرفه‌ای مواجه شده و به عنوان شاگرد پذیرفته می‌شود. بابی به سرعت در رقابت‌های حرفه‌ای شطرنج حضور پیدا کرده و جوان‌ترین استادبزرگ تاریخ می‌شود. اما تمرکز بیش از حد او و نفرتش از عوامل مزاحم باعث می‌شود که اغلب به عصبانیت و جنجال دچار شود. در یکی از مسابقات تیمی در بلغارستان، بابی متوجه می‌شود که استادبزرگان شوروی با تبانی فدراسیون جهانی شطرنج، بازی‌ها را به نتیجه تساوی می‌کشانند تا مانع پیروزی بازیکنان غیرشوروی شوند. او پس از این ماجرا از شطرنج کناره‌گیری می‌کند.
بعد از بازگشت به آمریکا، وکیلی به نام پل مارشال پیشنهاد می‌دهد که قوانین مسابقات را تغییر دهد تا بابی شانس عادلانه‌ای برای رقابت داشته باشد. بابی بار دیگر وارد عرصه شطرنج حرفه‌ای شده و ویلیام لومباردی، کشیشی کاتولیک و قهرمان سابق شطرنج جوانان جهان، را به عنوان دستیار خود انتخاب می‌کند. بابی با گذر از بیشتر استادبزرگان جهان، به قهرمانی نزدیک می‌شود و در دوران جنگ سرد به نمادی از برتری آمریکایی تبدیل می‌گردد. اما فشار رقابت‌ها و تمرکز بی‌حد بر شطرنج او را به مرز پارانویا و روان‌پریشی می‌رساند. در نهایت، خانواده و اطرافیان بابی، با نگرانی از وضعیت روانی او، تلاش می‌کنند تا کمک حرفه‌ای برایش فراهم کنند، اما او همچنان درگیر توهمات و بحران‌های ذهنی خود باقی می‌ماند.